# Hugo Schuchardt
Hugo Ernst Mario Schuchardt (Gotha, 4 de febrero de 1842-Graz, 21 de abril de 1927) fue un lingüista comparativo especializado en lenguas románicas y criollas y en la lengua vasca.

## Biografía
Hijo del magistrado de Graz y emparentado, por parte de madre, con el célebre poeta suizo Philippe Cyriaque Bridel (el "doyen" Bridel),
Hugo Schuchardt empezó sus estudios en Filología Clásica y Románica en Jena con August Schleicher, continuándolos desde 1861 en Bonn con Friedrich Diez, doctorándose en 1864 con la tesis "De sermonis Romani plebei vocalibus", obra que se publicó revisada y ampliada en 1866 con el título alemán "Der Vokalismus des Vulgärlateins". Tras 
algunos años en la Suiza francófona y en Italia, el 30 de abril de 1870 logró la Habilitación en la Universidad de Leipzig con un
trabajo sobre el retorromance, "Über einige Fälle bedingten Lautwandels im Churwälschen" ,
y la lectura "Über die Klassifikation der romanischen Mundarten", obteniendo en 1873 una plaza de profesor en Halle y, posteriormente, en 1876, en la Universidad de Graz como profesor de Filología Románica, donde permaneció hasta su jubilación en 1900. Schuchardt no se limitó al estudio de las lenguas románicas, sino que se 
dedicó a la investigación de otras familias lingüísticas, especialmente de la lengua vasca y de las lenguas criollas (aspecto en el que destacan sus investigaciones sobre el "eslavo-alemán", el "eslavo-italiano" y la influencia del rumano sobre el albanés y del romance sobre las lenguas célticas. Sus trabajos se conservan en la Biblioteca de la Universidad de Graz.
Sus estudios se desarrollaron en un primer momento siguiendo la tradición de los estudios de lingüística comparativa de las lenguas románicas que había introducido en Bonn Friedrich Diez, sin embargo,  desde muy pronto se mostró contrario a la mera aplicación de las leyes fonéticas desarrolladas por los neogramáticos, que consideraba demasiado rígidas.  
Con su obra Der Vokalismus des Vulgärlateins (Leipzig, 1866-1868) Schuchardt sentó las bases de la investigación de las lenguas proto-románicas mediante la metodología de la genealogía lingüística desarrollada por su maestro August Schleicher.
Para Schuchardt las etimologías son la parte central de la lingüística histórica, es fundamental el «estudio de las  causas que hacen que cambien la forma en la que se expresan los conceptos y las ideas» (Schuchardt-Brevier 1920, p. 156); pues para Schuchardt el concepto (la "cosa", según su expresión "Wörter und Sachen") que representa la palabra es un factor que influye en la evolución etimológica de la misma.  Este enfoque del cambio lingüístico tuvo una influencia decisiva en el desarrollo de la geografía lingüística y de la  lingüística estructural de Saussure.

## Hugo Schuchardt y España
Schuchardt ha sido una figura influyente en los estudios lingüísticos en España. Dentro de sus viajes de investigación, en 1875 viajó a España, realizando un estudio pionero sobre el dialecto andaluz y su fonética (Die "Cantes Flamencos") y manteniendo contactos con diversos intelectuales como Giner de los Ríos, Antonio Machado Álvarez, Manuel Milá y Fontanals y Francisco Rodríguez Marín. Schuchardt se convirtió en una autoridad de referencia en el estudio sobre la formación de la lengua vasca y su evolución fonética, materia en la que hizo contribuciones fundamentales, por más que sus intentos por emparentar el vasco con otras familias lingüísticas (especialmente la afroasiática o camítica, resultaron infructuosos. Dentro de sus estudios euskéricos, fueron importantes también sus propuestas sobre la lengua ibérica, mostrándose un firme defensor de la teoría vascoiberista. Sin embargo, esta última parte de su trabajo partía de las lecturas defectuosas de la escritura íbera de fines del siglo XIX lo cual invalidó gran parte de su trabajo, salvo su papel de pionero en el estudio de la antroponimia íbera a partir del estudio del bronce de Ascoli.

## Obras
- Der Vokalismus des Vulgärlateins (3 volúmenes) (1866-1868)
- Die "Cantes Flamencos"  (1881)
- Kreolische Studien (9 volúmenes) (1882-1891)
- Über die Lautgesetze. Gegen die Junggrammatiker (1885)
- Romanische Etymologien (2 volúmenes) (1898-1899)
- Die iberische Deklination (1907)
- Sprachursprung (3 volúmenes) (1919-1920)
- Primitiae Lingvae Vasconum (1923)
- Hugo Schuchardt-Brevier : Ein Vademecum der allgemeinen Sprachwissenschaft (1928) (Leo Spitzer, ed.)
- Pidgin and Creole Languages: Selected Essays (reedición antológica de 1980), Cambridge. ISBN 0521227895.
- 'On the Indo-Portuguese of Ceylon': a translation of a Hugo Schuchardt Manuscript (Shihan De Silva Jayasuriya ed.) separata de Portuguese Studies 15/1999.

## Artículos de Hugo Schuchardt consultables en la red
- La declinación ibérica (1) Archivado el 30 de septiembre de 2007 en Wayback Machine. y La declinación ibérica (2) Archivado el 30 de septiembre de 2007 en Wayback Machine. Revista Internacional de Estudios Vascos 1/5 1907 y 2/1 1908.
- Baskisch-Hamitische wortvergleichungen Archivado el 29 de septiembre de 2007 en Wayback Machine. RIEV 7/3 1913.
- Iberische Epigraphik. Die Bleitafel von Alcoy Archivado el 30 de septiembre de 2007 en Wayback Machine. Revista Internacional de Estudios Vascos 14/3 1923 pp. 507-516.